# Linh lăng lá khía
Linh lăng lá khía (danh pháp hai phần: Medicago laciniata) là một loài thực vật trong chi Medicago. Nó được tìm thấy chủ yếu ở miền nam bồn địa Địa Trung Hải. Nó tạo thành quan hệ cộng sinh với vi khuẩn Sinorhizobium meliloti, loài có khả năng cố định đạm.

## Thư viện ảnh

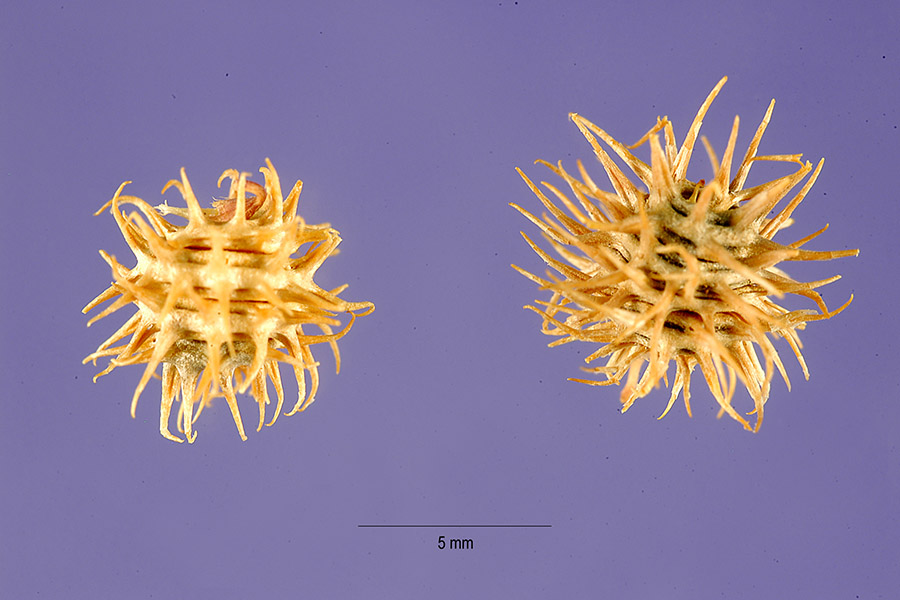
Quả đậu
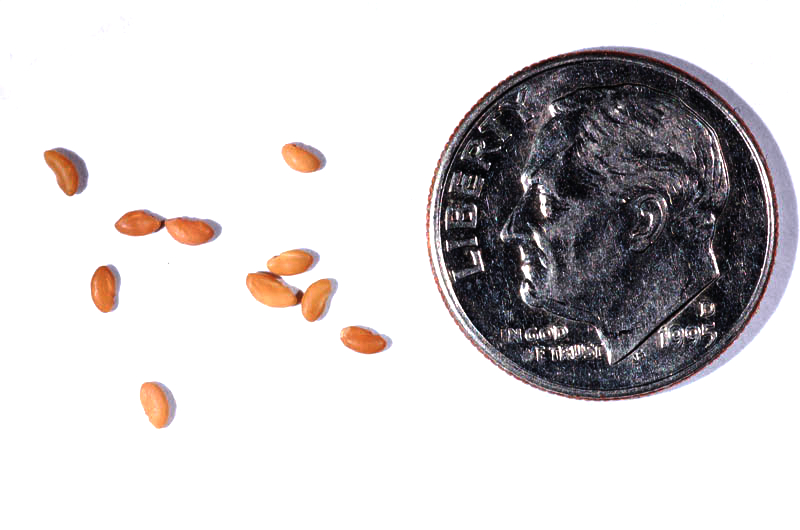
Hạt